# Ioan Dumitrache
Ioan Dumitrache (Ciorăşti, 25 de agosto de 1889 — Braşov, 6 de março de 1977) foi um major-general romeno na segunda guerra mundial.

## Honrarias
- Ordem de Miguel, o Valente
  - 3ª classe (17 de outubro de 1941)
  - 2ª classe (15 de fevereiro de 1943)
  - 3ª classe com espadas (15 de novembro de 1944)
- Cruz de Ferro de 2ª e 1ª classe
- Cruz de cavaleiro da cruz de ferro (9 de novembro de 1942)